# نیکلاس برتولو
نیکلاس برتولو (انگلیسی: Nicolás Bertolo؛ زادهٔ ۲ ژانویهٔ ۱۹۸۶) بازیکن فوتبال اهل آرژانتین است.
از باشگاه‌هایی که در آن بازی کرده‌است می‌توان به پالرمو، بوکا جونیورز، باشگاه فوتبال رئال ساراگوسا، بانفیلد، ریور پلاته، تیم ملی فوتبال آرژانتین، باشگاه فوتبال ناسیونال اروگوئه، باشگاه فوتبال کروز آزول و بانفیلد اشاره کرد.
وی همچنین در تیم ملی فوتبال Argentina بازی کرده‌است.